# Admete bruuni
Admete bruuni is een slakkensoort uit de familie van de Cancellariidae. De wetenschappelijke naam van de soort is voor het eerst geldig gepubliceerd in 1964 door Knudsen.